# Veľké Chyndice
Veľké Chyndice (Hongaars: Nagyhind) is een Slowaakse gemeente in de regio Nitra, en maakt deel uit van het district Nitra.
Veľké Chyndice telt 314 inwoners.